# 丁集镇 (六安市)
丁集镇，是中华人民共和国安徽省六安市裕安区下辖的一个乡镇级行政单位。

## 行政区划
丁集镇下辖以下地区：
丁集社区、丁南社区、杨柳村、六明村、长青村、西河村、丁峰村、光明村、大牛村、华祖村、车畈村、大岗村和云居村。